# Рјоне Форначе (Авелино)
Рјоне Форначе је насеље у Италији у округу Авелино, региону Кампанија.
Према процени из 2011. у насељу је живело 18 становника. Насеље се налази на надморској висини од 810 м.